# Sepia officinalis
La sepia común (Sepia officinalis) es una especie de molusco cefalópodo de la familia Sepiidae. Es una de las mayores y más conocidas especies de sepias.

## Descripción
Cuerpo ancho, oval, casi rectangular, aplanado, de 30-40 cm, con aletas que recorren todo el cuerpo. El borde del manto dorsal forma un lóbulo obtuso entre los ojos. Sifón ventral pequeño. Brazos retráctiles, con cuatro filas de ventosas, y los tentáculos unas tres veces más largos, y que se usan para la caza o para la reproducción, con la maza provista de una quilla natatoria y más de tres ventosas ensanchadas en la fila central. El hectocotilo es el cuarto brazo izquierdo, con una modificación de algo más del cincuenta por ciento. Concha totalmente interna (el sepión o jibión) es laminada y con estrías. Su coloración es muy variable, dorsalmente de colores negro o gris parduzco y moteado o listado. Blanquecino en la zona ventral.

## Hábitat y ecología
Sublitoral, hasta los 250 metros, en arena o sedimentos, donde se pueden enterrar parcialmente. Se alimenta de crustáceos y peces. Realiza la puesta sobre corales o conchas, y si tiene tinta disponible la inyecta en los huevos para oscurecerlos y facilitar así su ocultamiento.
Las Sepia officinalis son capaces de algunas de las respuestas de camuflaje más dinámicas en el reino animal. Pueden cambiar sus patrones corporales rápidamente porque los cromatóforos en su piel están bajo control neuronal directo. 

Las Sepia officinalis también usan el contraste y los bordes de los patrones visuales para ayudar a  su respuesta de camuflaje, se pueden enmascarar como objetos 3D de alto contraste. Se mostraron patrones de tablero de ajedrez inferiores, para provocar patrones disruptivos en  la piel del animal.

## Referencias

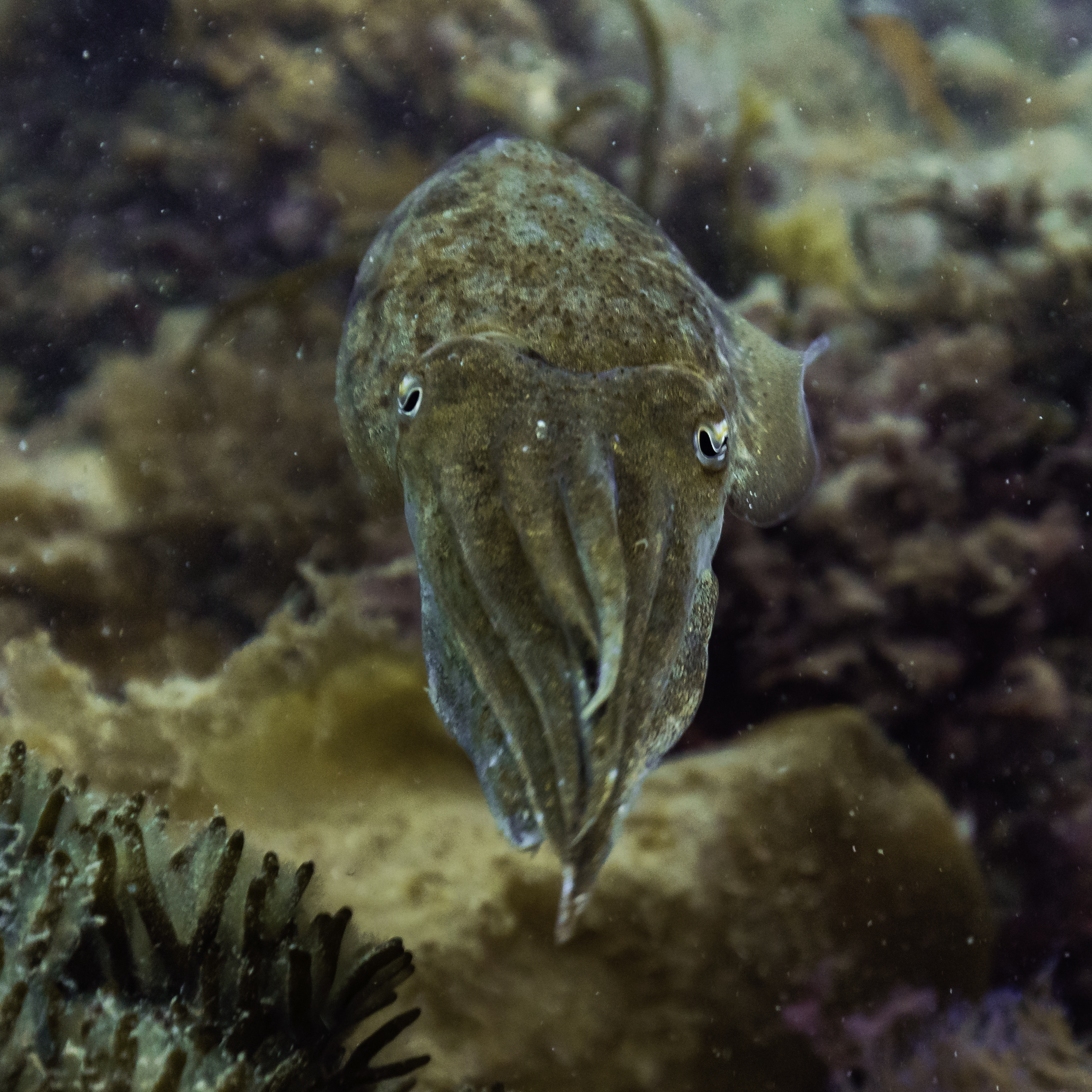
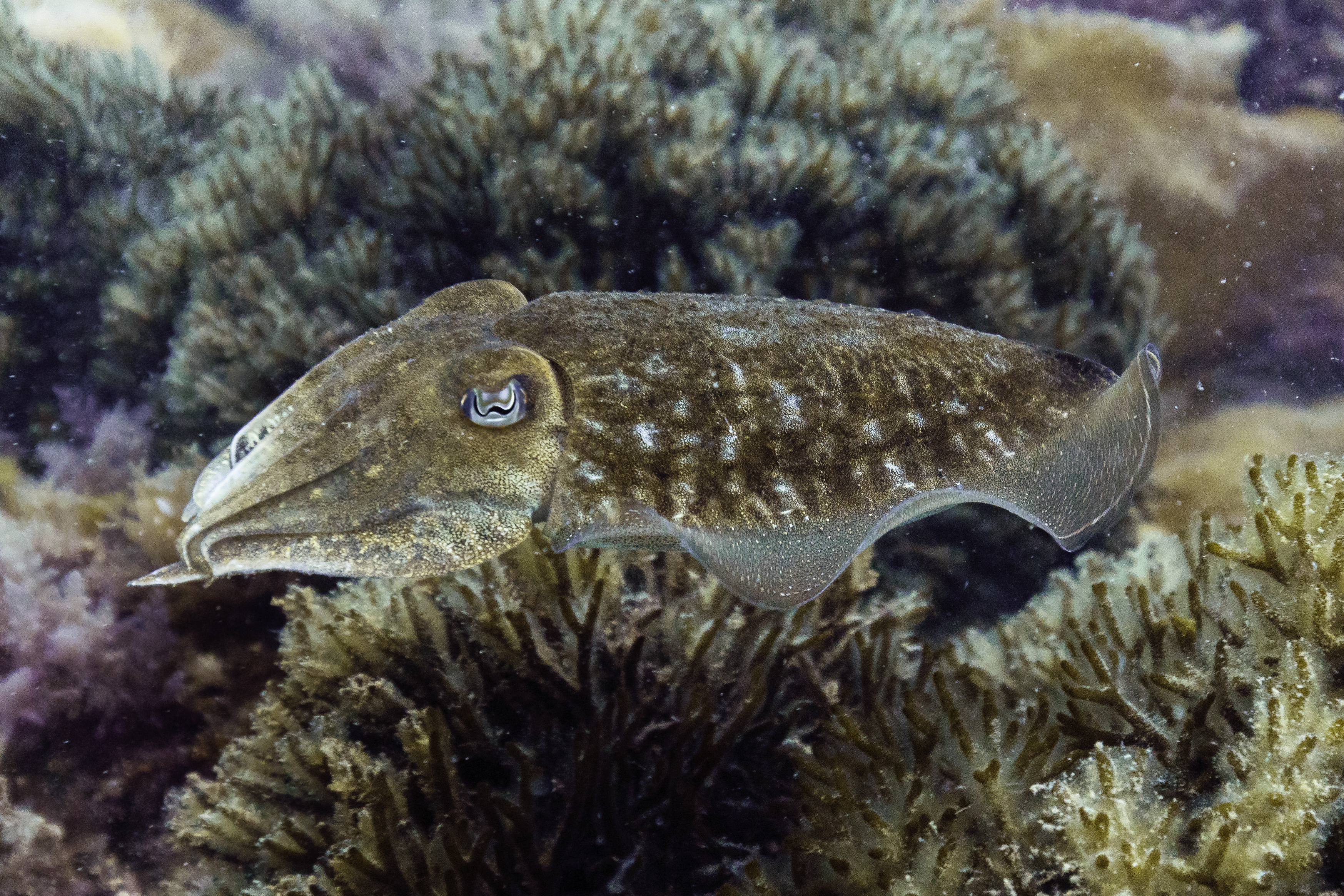
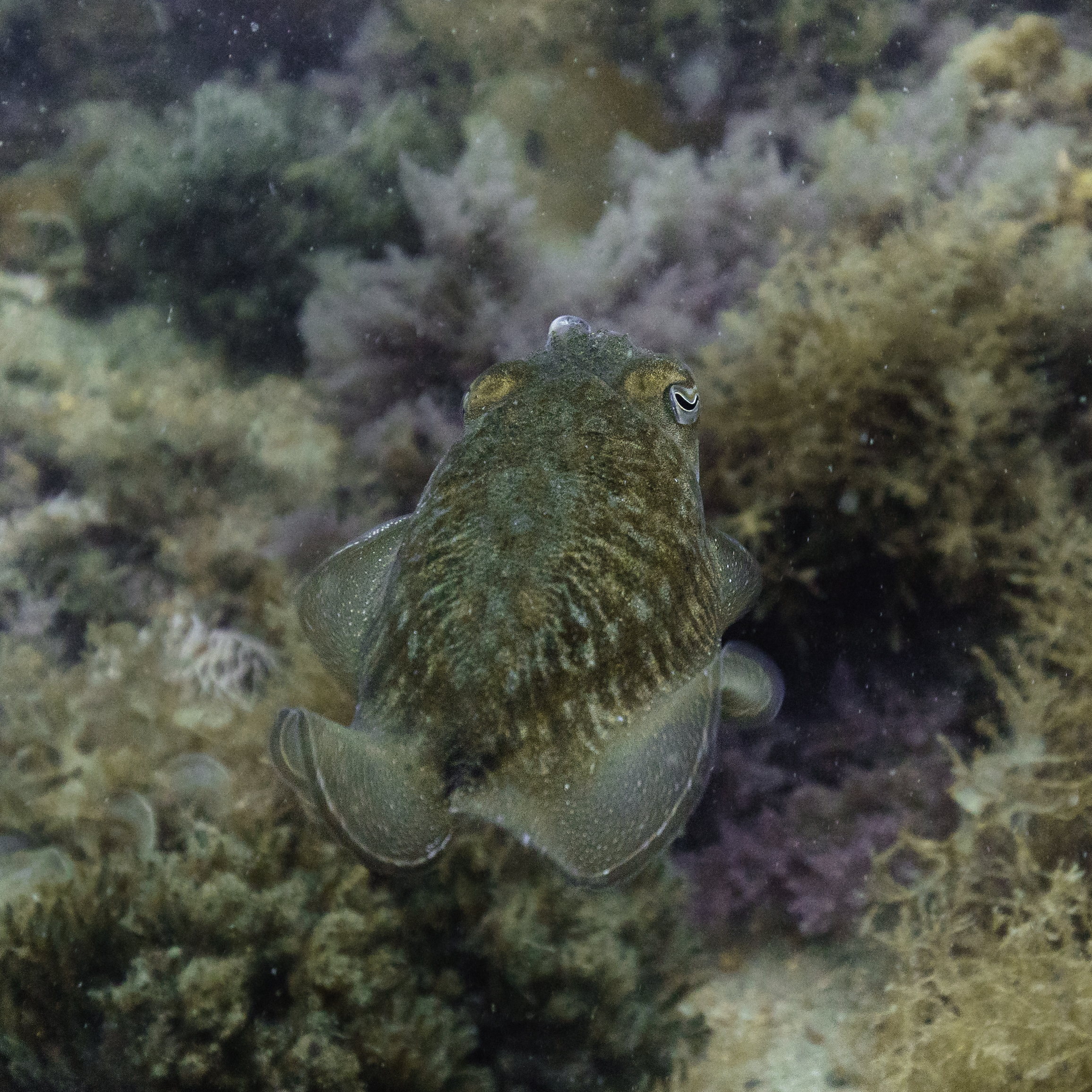
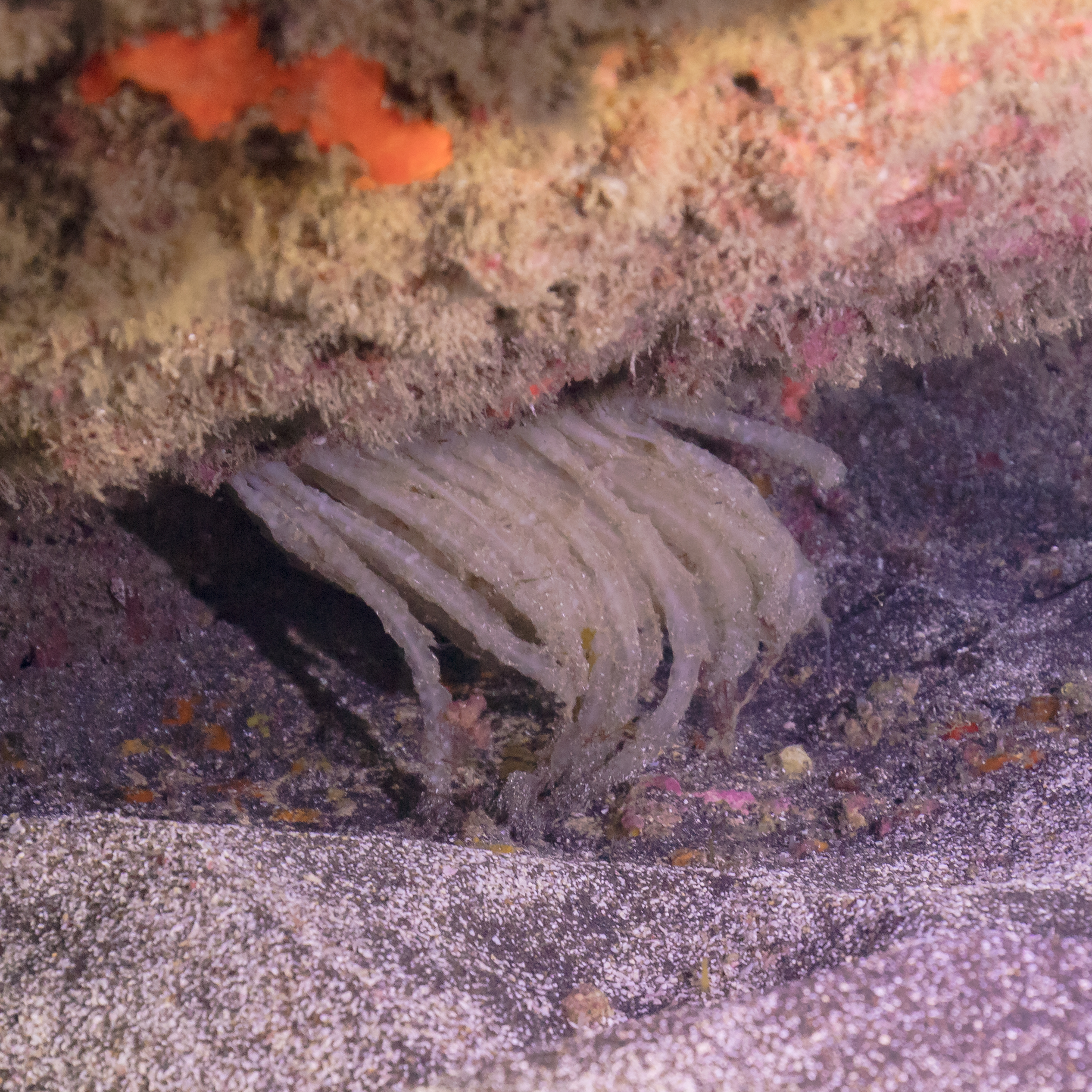
Huevas de sepia común.
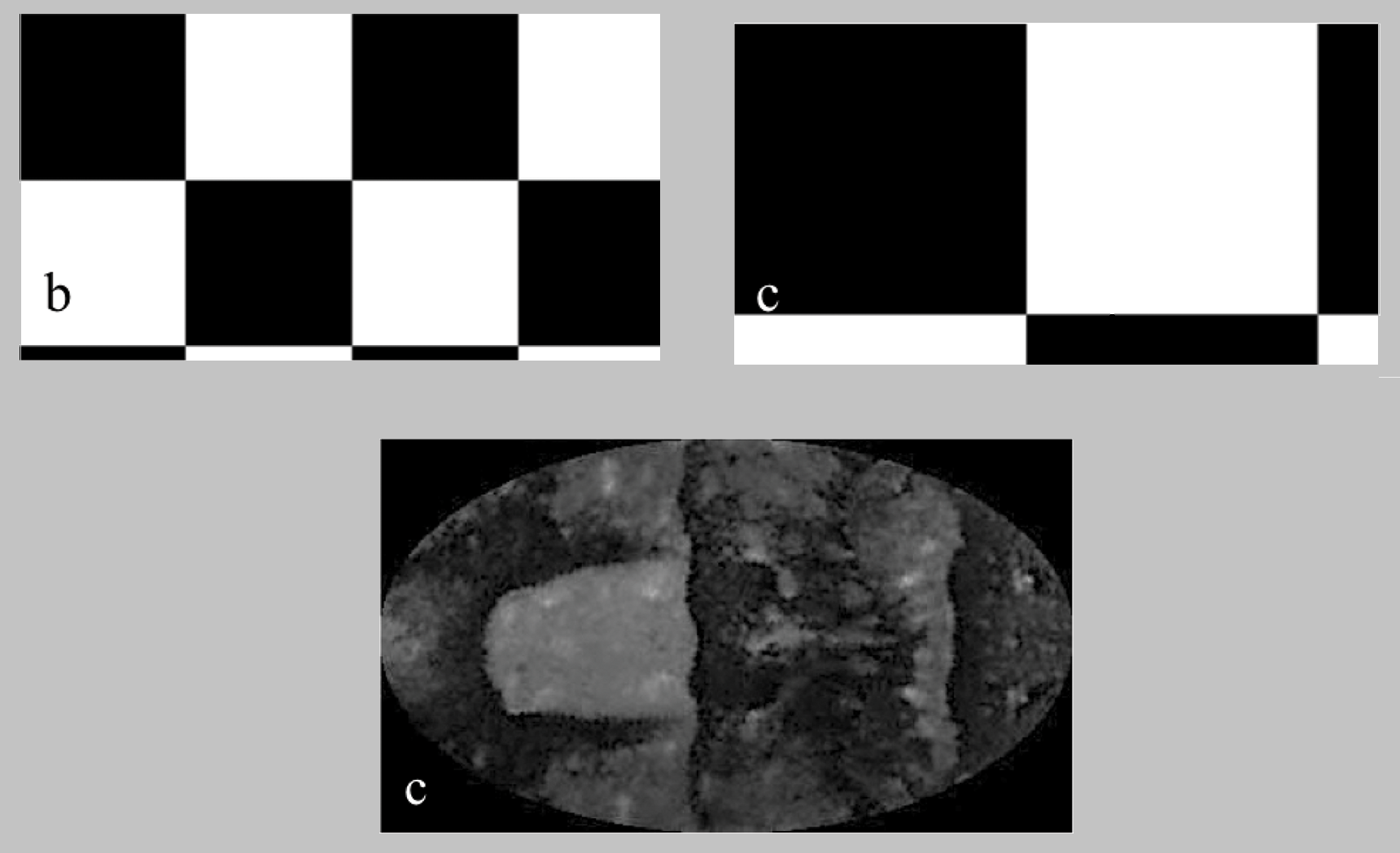
Camuflaje copiado de tablero de ajedrez.